# Margaritopsis wilhelminensis
Margaritopsis wilhelminensis är en måreväxtart som först beskrevs av Julian Alfred Steyermark, och fick sitt nu gällande namn av Charlotte M. Taylor. Margaritopsis wilhelminensis ingår i släktet Margaritopsis och familjen måreväxter. Inga underarter finns listade i Catalogue of Life.